# Santiago de María
Santiago de María è un comune del dipartimento di Usulután, in El Salvador.
| Controllo di autorità | VIAF (EN) 157364131 · LCCN (EN) nb2008004331 |